# أيفل (ألمانيا)
أَيْفِل (بالألمانية: Eifel، وينطق آيْفِل) هي سلسلة جبال ذات تشوه تركيبي كبير في الغلاف الصخري من نوع سلسة جبلية منخفضة تقع في غرب ألمانيا وشرق بلجيكا. تحتل هذه السلسلة الجبلية أجزاء من الجنوب الغربي لولاية شمال الراين-وستفاليا والشمال الغربي لولاية راينلند بالاتينات وإلى الجنوب من تجمعات الناطقين بالألمانية في بلجيكا.

## المناخ
يظهر الجدول التالي التغييرات المناخية على مدار السنة لأيفل:
| البيانات المناخية لـإيفيل         | البيانات المناخية لـإيفيل | البيانات المناخية لـإيفيل | البيانات المناخية لـإيفيل | البيانات المناخية لـإيفيل | البيانات المناخية لـإيفيل | البيانات المناخية لـإيفيل | البيانات المناخية لـإيفيل | البيانات المناخية لـإيفيل | البيانات المناخية لـإيفيل | البيانات المناخية لـإيفيل | البيانات المناخية لـإيفيل | البيانات المناخية لـإيفيل | البيانات المناخية لـإيفيل |
| الشهر                             | يناير                     | فبراير                    | مارس                      | أبريل                     | مايو                      | يونيو                     | يوليو                     | أغسطس                     | سبتمبر                    | أكتوبر                    | نوفمبر                    | ديسمبر                    | المعدل السنوي             |
| --------------------------------- | ------------------------- | ------------------------- | ------------------------- | ------------------------- | ------------------------- | ------------------------- | ------------------------- | ------------------------- | ------------------------- | ------------------------- | ------------------------- | ------------------------- | ------------------------- |
| الدرجة القصوى °م (°ف)             | 13.5 (56.3)               | 15.6 (60.1)               | 20.7 (69.3)               | 25.8 (78.4)               | 30.4 (86.7)               | 33.3 (91.9)               | 34.9 (94.8)               | 36.0 (96.8)               | 30.2 (86.4)               | 25.2 (77.4)               | 18.8 (65.8)               | 12.6 (54.7)               | 36.0 (96.8)               |
| متوسط درجة الحرارة الكبرى °م (°ف) | 2.6 (36.7)                | 4.3 (39.7)                | 7.7 (45.9)                | 12.3 (54.1)               | 16.4 (61.5)               | 19.7 (67.5)               | 21.6 (70.9)               | 21.4 (70.5)               | 17.0 (62.6)               | 12.5 (54.5)               | 6.6 (43.9)                | 2.8 (37.0)                | 12.2 (54.0)               |
| المتوسط اليومي °م (°ف)            | 0.3 (32.5)                | 1.6 (34.9)                | 4.2 (39.6)                | 8.0 (46.4)                | 11.9 (53.4)               | 15.0 (59.0)               | 16.9 (62.4)               | 16.6 (61.9)               | 13.0 (55.4)               | 9.2 (48.6)                | 4.3 (39.7)                | 0.6 (33.1)                | 8.6 (47.5)                |
| متوسط درجة الحرارة الصغرى °م (°ف) | −2.1 (28.2)               | −1.2 (29.8)               | 0.7 (33.3)                | 3.6 (38.5)                | 7.4 (45.3)                | 10.1 (50.2)               | 12.2 (54.0)               | 11.9 (53.4)               | 9.0 (48.2)                | 5.9 (42.6)                | 2.0 (35.6)                | −1.6 (29.1)               | 4.9 (40.8)                |
| أدنى درجة حرارة °م (°ف)           | −18.6 (−1.5)              | −17.4 (0.7)               | −12.4 (9.7)               | −6.4 (20.5)               | −1.0 (30.2)               | 2.1 (35.8)                | 5.0 (41.0)                | 3.6 (38.5)                | 1.1 (34.0)                | −5.3 (22.5)               | −10.8 (12.6)              | −18.1 (−0.6)              | −18.6 (−1.5)              |
| الهطول مم (إنش)                   | 48.0 (1.89)               | 51.2 (2.02)               | 50.6 (1.99)               | 47.4 (1.87)               | 60.6 (2.39)               | 53.8 (2.12)               | 68.9 (2.71)               | 77.7 (3.06)               | 57.0 (2.24)               | 54.1 (2.13)               | 57.5 (2.26)               | 51.5 (2.03)               | 678.3 (26.71)             |
| متوسط أيام هطول الأمطار           | 9.5                       | 10.6                      | 10.9                      | 9.4                       | 9.9                       | 9.8                       | 11.4                      | 9.5                       | 9.6                       | 10.5                      | 12.0                      | 10.8                      | 123.9                     |
| ساعات سطوع الشمس الشهرية          | 56.7                      | 72.1                      | 116.6                     | 166.9                     | 187.0                     | 205.3                     | 204.4                     | 193.3                     | 147.1                     | 105.7                     | 46.5                      | 43.0                      | 1٬544٫6                   |
| المصدر: Météo Climat              |                           |                           |                           |                           |                           |                           |                           |                           |                           |                           |                           |                           |                           |